# Torsionsfestigkeit

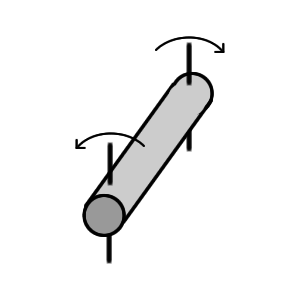
Veranschaulichung der Torsion

Torsionsfestigkeit oder auch Verdrehungsfestigkeit bezeichnet die Festigkeit eines Körpers gegen das Verdrehen. Die Festigkeit gibt dabei die Belastung (hier ein Torsionsmoment) an, bei der das Bauteil versagt. 
Eine bestimmende Größe für Torsionsfestigkeit ist die Torsionssteifigkeit. Sie gibt den Widerstand gegen Verformung an.